# Лудвиг ван Бетховен
Лудвиг ван Бетхо̀вен  (на немски: Ludwig van Beethoven [ˈluːdvɪç fan ˈbeːthoːfn], понякога Лудвиг ван Бѐтовен) е германски класически композитор, представител на Виенската школа, важна фигура в преходния период между класицизма и романтизма. Смятан за един от най-великите композитори в историята на музиката, той вдъхновява множество композитори, музиканти и слушатели поколения наред.

## Биография
В повечето източници се посочва за рождена дата 16 декември 1770 г., като се има предвид, че е бил кръстен на 17 декември 1770 г. в град Бон. Семейството на дядо му – Лудвиг (или Лодевик) ван Бетховен, е с фламандски и холандски произход. Лудвиг ван Бетховен-дядо е роден в град Мехелен, но семейството му се премества в Бон. Впоследствие той става капелмайстор на курфюрста Клеменс Август в Бон, а единственият му син Йохан – певец (тенор) в ерцхерцог-архиепископската капела в Бон. През 1767 година Йохан ван Бетховен се запознава по време на пътуване с Мария Магдалена Кеверих, дъщеря на придворен пивовар и готвач, която в края на същата година става и съпруга на Йохан. През 1769 г. в началото на месец април на двамата съпрузи се ражда син, когото кръщават Лудвиг Мария, но за съжаление момченцето живее едва няколко дни. На 16 декември 1770 Мария Магдалена отново ражда син, на когото също дават името Лудвиг като почит към бащата на Йохан. След време именно това дете ще се превърне във великия композитор Лудвиг ван Бетховен. Мария Магдалена ражда общо 7 деца, 4 от които умират в ранна детска възраст, а Лудвиг е най-възрастният от трите оцелели момчета.

### Детство
Необикновеният музикален талант на Бетховен се проявява още в ранно детство. Баща му (човек с подчертана склонност към алкохола) започва да се грижи за неговото развитие по насилствен и безсистемен начин. Йохан ван Бетховен преподава на сина си пиано, солфеж и го запознава с основните принципи на контрапункта и хармонията. Въпреки това уроците на Йохан представляват истинско мъчение за малкия Лудвиг. Всяка вечер баща му и негов колега на име Пфайфер се прибират пияни вкъщи, изваждат насила детето от леглото и го карат да свири, като при всяка грешка го обиждат и удрят с пръчка. Впоследствие тези събития ще окажат голямо влияние върху характера на композитора, придавайки му склонност към усамотение и размисъл. Междувременно шестгодишният Лудвиг започва да посещава общообразователно училище, но покрай страничните му занимания не му остава време за учене и отсъства често, поради което скоро е преместен в друго училище. През петте години, когато все още ходи на училище, заради чести отсъствия и изоставане с учебния материал Лудвиг се оказва принуден да смени три училища, като през 1781 г. напуска училище окончателно, за да има повече време за заниманията си с музика и за да работи като помощник-органист. На 26 март 1778 г. в Кьолн осемгодишният Лудвиг изнася първия си концерт пред публика. Баща му, в желанието си да го представи като новия Моцарт, обявява, че е шестгодишен. Поради това Бетховен винаги се е смятал за по-млад от действителните си години. Дори когато значително по-късно той вижда кръщелното си свидетелство, отказва да повярва и го приписва на родения една година по-рано и починал като дете негов брат Лудвиг Мария.
Освен баща си младият музикант има и други учители в Бон, като най-значителен от тях и с известно влияние върху Бетховен е Кристиан Готлоб Нефе – отлично школуван музикант и човек с жив дух, многостранно развит. Чрез него Бетховен се запознава с творчество на Йохан Себастиан Бах и особено с неговото „Добре темперирано пиано“. Освен с принципите на композирането и музикалната теория Нефе запознава своя ученик с идеите на Френската революция и някои от литературните шедьоври на епохата. Кристиан Нефе поема отговорност както за музикалното, така и за общото образование на своя млад възпитаник. Чрез Нефе Бетховен разширява неимоверно много своята обща култура и познания в различни области. Също така под ръководството на Нефе Бетховен композира и първите си три клавирни сонати, отпечатани през 1783 г. в крамеровия „Magazin“.
През същата година Нефе пише в музикален вестник за младия Бетховен: „Ако това дете продължава да се развива така, без никакви пречки ще се превърне във втори Моцарт.“
През юни 1784 година по препоръки на Нефе, Лудвиг е назначен за органист в курфюрската капела. Тогава той е на 14 години. Тази служба му позволява да разшири кръгозора си, да се запознае с нови хора като семействата на Райс и фон Бройнинг, цигуларя Карл Аменда, д-р Франц Вегелер и други, с които остава приятел за цял живот.
У дома малко по малко Лудвиг замества баща си. На първо място финансово, тъй като алкохолизмът на Йохан все повече пречи на работата му като тенор. Младият Бетховен се чувства отговорен за двамата си по-малки братя и това чувство не го напуска до края на живота му, което води често до сериозни конфликти.

### 1787– 1794
Курфюрстът Максимилиан Франц също е впечатлен от таланта на Бетховен и през 1787 г. го изпраща във Виена, за да се запознае с Моцарт и да задълбочи музикалното си образование. Бетховен заминава за музикалната столица на Европа заедно със своя учител Кристиан Готлиб Нефе. Във Виена Лудвиг посещава библиотеки и концерти, също така се запознава с Волфганг Амадеус Моцарт. Предполага се, че двамата музиканти са успели да проведат не повече от един урок заедно, на който Моцарт изслушал импровизация на Бетховен и останал много впечатлен, дори се обърнал към своите гости и заявил: „Запомнете този младеж, защото един ден светът ще започне да говори за него“. Престоят на Бетховен във Виена продължава около месец. Скоро обаче Лудвиг получава писмо, в което баща му го уведомява, че състоянието на болната му от туберкулоза майка се е влошило и настоява да се завърне незабавно в Бон. След смъртта на Мария Магдалена същата година през месец юли алкохолизмът на Йохан се влошава и през 1789 г. е уволнен от капелата. Грижата за по-малките братя ляга върху плещите на младия Лудвиг, затова той се оказва принуден да работи на няколко места, за да издържа по-малките си братя. Бетховен е корепетитор в операта, свири на виола в капелата в Бон и дава частни уроци. По това време негови ученици по пиано са Елеоноре фон Бройнинг и един от нейните братя. Бетховен започва все по-често да гостува на семейство Бройнинг и тези моменти от живота му са едни от малкото, за които впоследствие композиторът твърди, че не са били помрачавани от нищо. Скоро след това Бетховен вече е влюбен в Елеоноре, но тя не отвръща на чувствата му, защото желае да останат само приятели. Също така тогава Лудвиг се сприятелява със Стефан фон Бройнинг – най-малкият син на Хелена фон Бройнинг. Бетховен и Стефан остават приятели за цял живот. През този период от живота си Лудвиг написва три клавирни квартета, менуети за оркестър, клавирни пиеси, предполагаема симфония и траурна кантата по случай смъртта на император Йозеф ІІ. Повечето от тези произведения не са били изпълнявани никога, а след това изчезват безвъзвратно, унищожени от самия Бетховен, който през 1794 г. изгаря ръкописите на всички си творби, които е написал, докато е бил в Бон.
През 1790 г. Бетховен се запознава с Йозеф Хайдн, докато Хайдн е отседнал за няколко дни в Бон. Двамата музиканти се срещат отново през 1792 г., когато Хайдн се връща от Лондон. На тази втора среща Бетховен представя свои композиции на Хайдн, който остава силно впечатлен и предлага на Лудвиг да се премести във Виена и да започне да учи при него. През ноември 1792 г. Бетховен заминава за Виена, където започва да взима уроци от Йозеф Хайдн, Албрехтсбергер и Салиери. Хайдн запознава младия музикант с влиятелни аристократи, музикални издатели и други видни общественици. Скоро след това изключителното майсторство и удивителни импровизации на Бетховен му отварят вратите за всички престижни музикални салони и висшето общество. Бетховен се прочува доста бързо. Всяка седмица изнася по няколко концерта, на които изпълнява предимно творби на други композитори като Моцарт, Бах, Хендел, Хайдн или импровизира на пианото. Бетховен е останал в историята и като един от най-добрите импровизатори. Хората, които са били свидетели на неговите импровизации, казват, че са ярки и запомнящи се, без ни най-малко повторение. Уважавани музикални критици и педагози, съвременници на Бетховен, казват: „Който не е слушал Бетховен да импровизира, значи изобщо не е чувал импровизация.“ Междувременно у младия Лудвиг се заражда силната страст към композирането. След като изгаря досегашните си композиции, той написва три клавирни триа и две сонати за пиано, които са публикувани във Виена през 1794 г. След премиерата на творбите музикалните среди са разединени. Едни не могат да възприемат новаторския стил на Бетховен, други са изключително впечатлени. С тези произведения Бетховен поставя началото на Късния класицизъм и своя собствен стил на композиране, който впоследствие е определян като „героичен“. Обособяват се основните признаци, по които творчеството на Бетховен се отличава от това на композиторите преди него: страст, драматизъм, мощ и резки промени в динамиката и тоналността.

### Виена от 1794до 1802
Различни събития превръщат това пътуване на Бетховен до Виена в продължителен и окончателен престой. Малко след пристигането му във Виена умира баща му. През 1794 г. френските войски завземат Райнланд и дворът на курфюрста трябва да бяга от там. След това за него няма основание за връщане в Бон, особено след като отпада и издръжката, която получава от курфюрста. През пролетта на 1794 във Виена се премества брат му Каспар Карл, а през 1795 там се премества и брат му Йохан.
Във Виена Бетховен намира подкрепата на благородници, които обичат музиката и му помагат да стъпи на крака в новата си родина. Между тях са княз Франц Йозеф Максимилиан фон Лобковиц и Годфрид Фрайхер ван Свитен. В дома на княз Карл Лихновски Бетховен създава контакти с виенските музикални кръгове и се запознава с цигуларя Игнац Шупанциг, който допринася съществено за разпространението на произведенията му. Лихновски предоставя на разположение временно жилище на Бетховен в своята къща. От 1800 г. Лихновски започва да му плаща годишна издръжка от 600 гулдена и по този начин създава основа за независимо съществуване като човек на изкуството.

#### Обучение при Хайдн и други
Както е договорено, Бетховен започва да се обучава при Хайдн на композиция. Започва от ноември 1792 г. до отпътуването на Хайдн за Англия през януари 1794 г. Техните отношения не са безпроблемни. Хайдн изразява съмнения за клавирно трио Klaviertrio op. 1 Nr. 3 като трудно за разбиране. Бетховен е изразявал мнение поне веднъж, че нищо не е научил от него, но въпреки това се счита, че музиката на Хайдн е формирала неговото развитие като композитор в областта на симфонията и камерната музика.
Освен при Хайдн, от когото е недоволен, Бетховен взема уроци от Йохан Баптист Шенк, изучава от 1794 г. контрапункт при Йохан Албрехтсбергер и песенна композиция при Антонио Салиери.

#### Пианист и композитор
В началото успехите на Бетховен като композитор са свързани с кариерата му на виртуозен пианист. Само през първите 10 години във Виена той създава 20 от своите 32 клавирни сонати, между които Соната за пиано № 8 до минор, оп. 13 („Патетическа“) (Grande Sonate pathétique op. 13 in c-Moll) и двете сонати оп. 27, от която втората е известна като Лунната соната. При всичко това импровизациите на пианото са важен източник на вдъхновение за Бетховен като композитор.
На 29 март 1795 г. Бетховен се представя за първи път пред виенската общественост като пианист и композитор със своя концерт за пиано B-Dur op. 19. През 1798 г. той предприема едно концертно пътуване към Прага, Дрезден и Берлин, което се превръща в голям негов успех включително и финансов. Това турне, което е по инициатива на Лихновски, следва пътя на пътуването, което князът прави с Моцарт през 1789 г.

#### Проблеми със слуха
Точно когато творческият гений на композитора блясва с пълна сила, Бетховен получава най-страшния „удар на съдбата“, както сам той се изразява – слухът му отслабва. Освен от прогресивна загуба на слуха, композиторът страда и от остра форма на тинитус. Напуска Виена и от 1802 година заживява в Хайлигенщат (днес вече част от Виена). Пише т.нар. Хайлигенщатско завещание – писмо до братята си Карл и Йохан, за да им съобщи, че слухът му се влошава и да им завещае инструментите си. „С радост очаквам смъртта“, пише Бетховен. В „завещанието“ Бетховен признава, че започва да чува трудно още през 1796 г., в началото на творческата си дейност.
Глухотата му пречи да общува, затова Бетховен или чете по устните на хората, или ги кара да пишат на хартия, но никога не отговаря на глас, защото не е искал другите да разберат, че слухът му е увреден.

### Виена 1802 до 1812

#### Израстване като композитор
|                                                    | \| Симфония No. 5, Op. 67 (1st movement) \| \| \| \| composed during Beethoven's middle period \| \| \| |
| Проблеми при слушането на файла? Вижте media help. | |
| Симфония No. 5, Op. 67 (1st movement)              | |
|                                                    | |
| composed during Beethoven's middle period          | |
|                                                    | |

Този период от престоя на Бетховен във Виена, въпреки неговите големи проблеми със слуха, е най-продуктивният в творческата му биография. През този период той създава и утвърждава своя уникален стил.
Между есента на 1802 и 1812 г. Бетховен композира шест от деветте си симфонии. Между тях са и Трета симфония („Героична“), Пета симфония и Шеста симфония („Пасторална“), както и 4-ти и 5-и концерти за пиано, последната версия на 3-ти концерт за пиано, концерта за цигулка оп. 61 и пет струнни квартета оп. 59 Nr. 1 – 3 („Разумовски“), op. 74 и op. 95. По това време той композира и първия вариант на своята единствена опера, „Фиделио“. На 20 ноември 1805 г. е показана за първи път с първоначалното си заглавие „Леоноре“, но по-късно още два пъти е преработвана.

#### Бетховен и Гьоте
Започвайки още през 90-те години на XVIII век, Бетховен създава песенни композиции по Гьоте. През 1809 – 1810 г. създава цикъл песни оп. 75 и оп. 83, както и музика към Егмонт.
Благодарение на усилията на Бетина Брентано, сестра на поета Клеменс Брентано, се организира среща на Бетховен и Йохан Волфганг фон Гьоте. Срещата им става през месец юли 1812 г. в курорта Теплице, където и двамата пребивават. Резултатът от тази среща между двамата велики хора на изкуството е противоречив: и двамата са донякъде разочаровани един от друг. Гьоте пише на жена си, че не е срещал по-енергичен и по-сърдечен човек на изкуството от него. През септември същата година пише на свой приятел, че талантът на Бетховен го удивлява, но за съжаление самият той е необуздана личност, която не греши, като счита света за отвратителен, но с това не го прави по-привлекателен за себе си и за другите. За негово извинение и за съжаление е, че губи слуха си, което вероятно по-малко му пречи като музикант, а повече на неговата душевност. А Бетховен пише на своя издател Хертел, че Гьоте харесва дворцовия въздух повече, отколкото подобава на един поет, който трябва да е първи учител на нацията.
Има история, почти анекдотична, по време на срещата на двамата гении в Теплице. По време на разходка срещат намиращия се там по това време император Франц II в обкръжението на своята свита и придворни. Гьоте, отдръпвайки се встрани, се покланя дълбоко, докато Бетховен преминава през тълпата придворни, едва докосвайки шапката си.

### Криза и последни години
От 1812 г. животът на Бетховен започва да се влошава видимо. Наред с проблемите в личния му живот, започват проблеми с доходите му, както и влошаване на състоянието на слуха му до пълната му загуба. От 1813 г. Бетховен започва да използва слухова тръба, за да комуникира със своята среда. Слуховите тръби са изработени от Йохан Мелцел (Johann Nepomuk Mälzel), който е и изобретателят на метронома, специално за Бетховен. Композиторът се мъчи да крие недъга си, но това става невъзможно и от 1816 г. той прибягва до помощта на „разговорни“ тефтерчета. За последен път се опитва да дирижира на една репетиция на „Фиделио“ през 1822 г., но вече не чува нищо и репетицията се проваля. Поради напредналата загуба на слуха, той не може да се проявява повече като пианист.
На 15 ноември 1815 г. умира брат му Каспар Карл и оставя деветгодишен син. Бетховен започва една продължителна съдебна битка за правото да се грижи за племенника си.
Едновременно с личната криза на Бетховен се променя и стилът му на композиране. От 1813 до 1814 г. той се занимава основно с композирането на Wellingtons Sieg, както и една основна промяна, като заглавието на операта се променя от Леоноре на Фиделио. През следващите години се връща към сонатите за пиано. Създава сонатите оп. 90 (1814), оп. 101 (1815 – 1817) и op. 106 (1817 – 1818). Едновременно създава и две сонати за чело оп. 102 (1815) и други.
След повече от десетгодишна пауза Бетховен отново се обръща към симфониите и създава своята Девета симфония. През 1824 г. той я завършва. Последната част с хоровото изпълнение на Одата на радостта на Шилер е изключително популярна. Първата премиера на Деветата симфония е представена на 7 май 1824 г. заедно с части на „Тържествената меса“ на Бетховен и е посрещната въодушевено от публиката. При премиерата по свое желание Бетховен стои до диригентския пулт за подкрепа и даване на темпото, но на оркестъра е дадено указание да не се съобразява с него, а с Михаел Умлауф, който е асистент диригент. Още при месата публиката започва да аплодира бурно. При завършването на симфонията Бетховен не се обръща да приеме овациите на публиката и тогава Каролина Унгер (алт), която участва в изпълнението на одата на радостта, внимателно го обръща към публиката. По това време Бетховен е напълно глух.
През 1985 г. част от „Одата на радостта“ е приета за официален химн на Европейския съюз. Химнът е израз на идеалите на обединена Европа: свобода, мир и солидарност.
Малко преди смъртта си Бетховен работи върху своята Десета симфония, която не завършва. Има много скици и бележки от първата част на тази симфония. Бари Купър обработва тези скици в една първа част. Има и записки за една трета част от 1825 г.

### Смърт
Бетховен прекарва последните месеци от живота си на легло, посещаван от много свои приятели, познати и почитатели. Той умира на 26 март 1827 година, на 56 годишна възраст. Причината за смъртта му остава неизяснена. Съществуват различни теории: цироза, двойна пневмония, отравяне с олово и др. Още на възраст 30 години често боледува. Вероятно е страдал от някои хронични заболявания като отравяне с олово, бруцелоза, както и прекомерна употреба на алкохол. Предполага се, че Бетховен е употребявал редовно евтино бяло вино, което по това време съдържа олово поради използването на оловен подсладител (оловен ацетат (II)). Според направената аутопсия, черният му дроб е силно увреден, може би поради значителна употреба на алкохол, а слуховите и други свързани нерви са значително уголемени.Бетховен е погребан на 29 март 1827 г. в гробището „Веринг“ във Виена. Обявен е ден на траур, училищата са затворени, а последна почит на композитора отдават над 20 000 души.

## Творчество

### Ранен период
Бетховен подражава на великите си предшественици Йозеф Хайдн и Волфганг Амадеус Моцарт, като в същото време опитва нови неща в работата си. Някои от най-важните му пиеси през този период са „Първа“ и „Втора симфония“, първите му шест струнни квартети, първите му два концерта за пиано и първите двадесет сонати, включващи известните „Лунна соната“ и „Патетична соната“.

### Среден период
Този период в творчеството на Бетховен започва с неговото оглушаване и е белязан с творби на теми като героизъм и борба. В този период, въпреки напредващата му глухота, са създадени много шедьоври на класическата музика. Средният период включва шест симфонии (№ 3 – 8), последните три концерта за пиано и единствения концерт за цигулка, пет струнни квартета (№ 7 – 11), много сонати за пиано (включително „Валдщайн“ и „Апасионата“), както и единствената опера на Бетховен – „Фиделио“.

### Късен период
Този период започва около 1816 г. и продължава докато композиторът спира да твори през 1826 г. Последните му творби са високо ценени заради интелектуалната си дълбочина, наситеност и изразяване. Тук се включват „Девета симфония“, „Missa Solemnis“, последните шест струнни квартета и последните пет сонати.
Бетховен пише общо девет симфонии (последната с хор по текст на Шилер), пет концерта за пиано и оркестър, концерт за цигулка и оркестър и други; Операта „Фиделио“, увертюрите „Леонора“, „Егмонт“, „Кориолан“, „Тържествената меса“. Има и много клавирни творби – 32 сонати, 10 сонати за цигулка, 16 струнни квартета, вокални пиеси и др.
Бетховен силно изменя характера на някои музикални форми и жанрове. В сравнение с творчеството на предшествениците и съвременниците му, неговите симфонии и музикални произведения са изградени в по-големи по мащаб форми, съдържат по-интензивна разработка на тематичния материал и конфликтност между отделните теми и епизоди. В някои от творбите му са отразени идеите на Френската революция.

## Жените и Бетховен
Жените играят в много отношения голяма роля в живота на Бетховен: като приятелки, като изпълнителки на неговите произведения и като вдъхновение за написването им.

### „Писмо до безсмъртната любима“
Писмото на Бетховен до безсмъртната любима, което той написва на 6 и 7 юли 1812 г. в Теплиц по време на свое пътуване до лечебните бани, заедно със завещанието от Хайлигенщат, са най-важните писмени документи, оставени от самия композитор за себе си. В писмото той се обръща към една жена, чието име не е споменато и с която малко преди това на 3 юли той се среща в Прага. Тази среща е била от решаващо значение за бъдещето на техните отношения. От писмото се вижда, че двамата са изразили взаимната си любов и надеждата за една продължителна връзка, на която обаче се противопоставят големи пречки. За личността на безсмъртната любима се спори между изследователите на Бетховен.
По-известните жени, които през годините Бетховен среща в живота си, са:
- Графиня Жозефина Брунсвик де Коромпа (на унгарски: Brunszvik Jozefina) е унгарска аристократка и може би най-важната жена в живота на Лудвиг ван Бетховен.

## Ученици
- Карл Черни
- Фердинанд Рис
- Рудолф Австрийски (1788 – 1831), кардиналархиепископ на Оломоуц

## Златната плоча на Вояджър
На космическите кораби Вояджър, на изпратената позлатена плоча със звуци от планетата Земя, наред с българската песен „Излел е Дельо хайдутин“ има и други произведения, включително и части от две произведения на Бетховен:
- Пета симфония, първа част, Филхармоничен оркестър, диригент – Ото Клемперер, 7:20 мин.
- Струнен квартет номер 13 в си бемол мажор, опус 130, Каватина (в ми бемол мажор), изпълнен от Струнен квартет на Будапеща, 6:37 мин.

## В българската култура
- Поетът Пенчо Славейков посвещава поемата си „Cis moll“ на Бетховен. В нея се казва, че Бетховен разбира, че губи слуха си, но неговата съдба е да бъде посредник между божествената хармония и света.
- Българският художник Минчо Кацаров е автор на цикъл „Кръг от картини за живота на Лудвиг ван Бетховен“. Признат е за най-добрия негов портретист.[10]
- На Лудвиг ван Бетховен е наречена улица в квартал „Гео Милев“ в София (Карта)

## Паметници на Бетховен
- Паметник на Бетховен в Бон
- Паметник на Бетховен във Франкфурт на Майн
- Паметник на Бетховен в Нюрнберг
- Паметник на Бетховен във Виена